# Taupadel (Bürgel)
Taupadel ist ein Ortsteil der Stadt Bürgel im Saale-Holzland-Kreis in Thüringen.

## Geografie
Das von Slaven gegründete Rundlingsdorf liegt versteckt in einer kleinen Talmulde nördlich der Bundesstraße 7 mit Abzweig der Ortsverbindungsstraße in Rodigast. Gen Westen und Osten sind die Anhöhen in der Nähe des Ortes bewaldet.

## Geschichte
Am 29. April 1347 wurde das Dorf erstmals urkundlich genannt. 1486 war das Kloster Bürgel Eigentümer des Ortes und der Gemarkung. Nach dessen Auflösung im Zuge der Reformation kam Taupadel im Jahr 1526 zum ernestinischen Amt Bürgel. Dieses gehörte aufgrund mehrerer Teilungen zu verschiedenen Ernestinischen Herzogtümern. Ab 1815 war der Ort Teil des Großherzogtums Sachsen-Weimar-Eisenach,  welches ihn 1850 dem Verwaltungsbezirk Weimar II (Verwaltungsbezirk Apolda) angliederte. 1920 kam Taupadel zum Land Thüringen.

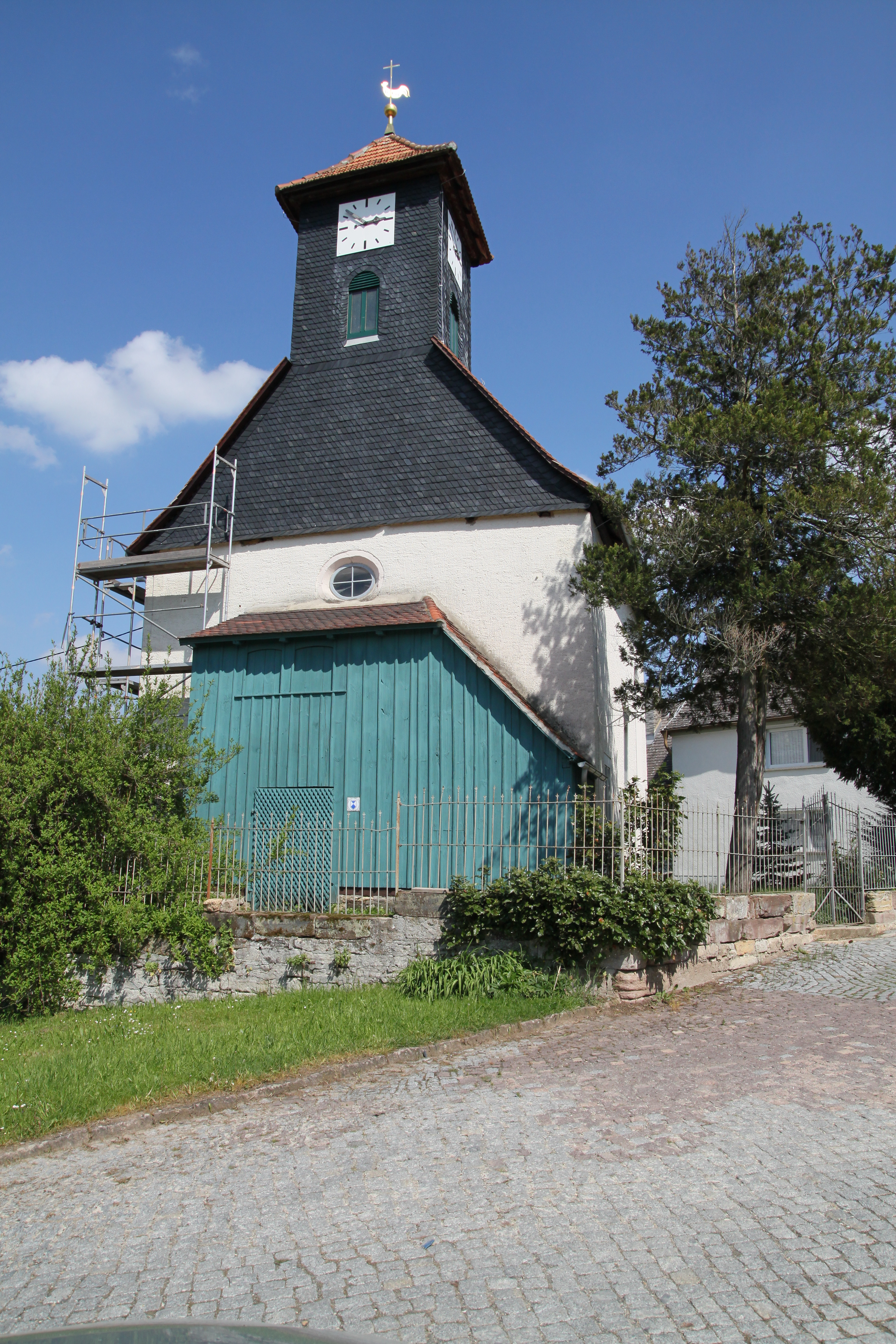
Dorfkirche in Taupadel

Die zentral gelegene Dorfkirche stammt aus dem 17. Jahrhundert.
2009 wohnten 79 wahlberechtigte Bürger im Ort. Im ehemaligen Pfarrhaus befindet sich jetzt eine Keramikwerkstatt.

## Persönlichkeiten
- Gerhard Schmitt (* 1909 in Taupadel; † 2000 in Berlin), evangelischer Theologe, Generalsuperintendent von Ost-Berlin